# New Lenox
New Lenox är en ort (village) i Will County, i delstaten Illinois, USA. Enligt United States Census Bureau hade orten 2011 en folkmängd på 24 538 invånare och en landarea på 40,6 km².